# Love Love Love
Love Love Love is de tweede single van het album "It Is Time for a Love Revolution" van Lenny Kravitz uit 2008. Het is de opvolger van "I'll Be Waiting" en geschreven door Kravitz en Craig Ross. Het was te koop als maxi-single en muziekdownload. Het nummer haalde de Tipparade en de 25e positie in de Mega Top 50. Hoewel de single matig scoorde in de reguliere charts gooide Love Love Love hoge ogen in de TMF Superchart. De hoogste notering in die hitlijst was nummer 6.

## Hitnotering
| "Love Love Love" in de Mega Top 50 - binnen: 17-05-2008 | "Love Love Love" in de Mega Top 50 - binnen: 17-05-2008 | "Love Love Love" in de Mega Top 50 - binnen: 17-05-2008 | "Love Love Love" in de Mega Top 50 - binnen: 17-05-2008 | "Love Love Love" in de Mega Top 50 - binnen: 17-05-2008 | "Love Love Love" in de Mega Top 50 - binnen: 17-05-2008 | "Love Love Love" in de Mega Top 50 - binnen: 17-05-2008 | "Love Love Love" in de Mega Top 50 - binnen: 17-05-2008 |
| Week                                                    | 1                                                       | 2                                                       | 3                                                       | 4                                                       | 5                                                       | 6                                                       |                                                         |
| ------------------------------------------------------- | ------------------------------------------------------- | ------------------------------------------------------- | ------------------------------------------------------- | ------------------------------------------------------- | ------------------------------------------------------- | ------------------------------------------------------- | ------------------------------------------------------- |
| Nummer                                                  | 44                                                      | 30                                                      | 25                                                      | 29                                                      | 36                                                      | 46                                                      | uit                                                     |